# Pete Smalls Is Dead
Pete Smalls Is Dead je americký hraný film z roku 2010. Natočil jej režisér Alexandre Rockwell podle scénáře, na němž spolupracoval s Brandonem Colem. Ve filmu hráli Mark Boone Junior, Peter Dinklage, Seymour Cassel, Steve Buscemi a další. Premiéra filmu proběhla 17. září 2010 na Oldenburském mezinárodním filmovém festivalu. Do amerických kin byl uveden 14. března následujícího roku.